# Peña Negra (sierra de la Cabrera)
Peña Negra (1.580 m) es una de las mayores cotas de la sierra de la Cabrera.
Se encuentra en Villar del Monte, localidad del municipio de Truchas de la provincia de León. Está situado al sureste de Villar del Monte, a unos tres kilómetros de la localidad, en una zona peñas escarpadas.
En la cima se encuentra situado un vértice geodésico de la Red Nacional Española.

## Acceso
Desde Torneros de la Valdería en dirección a Castrocontrigo, en el km 0,2 se coge un camino a la derecha que va hacia el arroyo Cefreo. Desde allí el acceso es a través de los cortafuegos hasta llegar a la cima.